# Yanaki und Milton Manaki

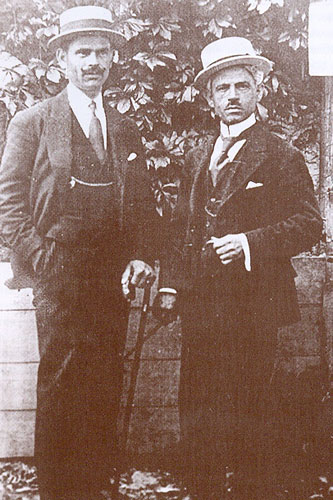
Milton und Yanaki Manaki

Die Brüder Yanaki (griechisch Ιωάννης «Γιαννάκης», * 1878 in Avdella, Griechenland; † 1954 in Thessaloniki) und Milton Manaki (griechisch Μιλτιάδης «Μίλτος» Μανάκη, * 9. September 1882 in Avdella; † 5. März 1964 in Bitola) waren zwei Foto- und Filmpioniere, die die ersten Filme auf der Balkanhalbinsel und im Osmanischen Reich drehten. Ihre Filmkarriere begann 1905 mit der 60-sekündigen Dokumentation Die Weberinnen, die ihre Großmutter beim Spinnen und Weben zeigt und als einer der ersten in Südosteuropa aufgenommenen Filme gilt. Die Manaki-Brüder verwendeten für ihre Arbeit eine von Yanaki aus London importierte 35-mm-Urban-Bioscope-Kamera.

## Fotografie

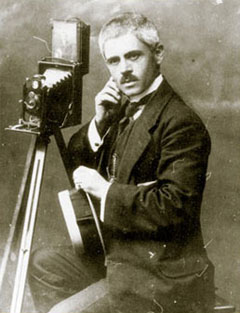
Yanaki Manaki in seinem Photostudio.

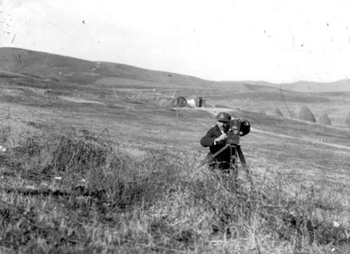
Milton Manaki bei Dreharbeiten mit der Bioscope-Kamera 300 in einem Tal bei Manastir.

1904 zogen die beiden aromunischen Brüder von ihrem Geburtsort Avdella nach Monastir (heute Bitola, Nordmazedonien), dem wirtschaftlichen und kulturellen Zentrum der osmanischen Provinz Rumelien, wo sie ein Jahr später ein Fotoatelier eröffneten. Nach Bekanntwerden ihrer Arbeit erhielten sie 1906 von König Karl I. von Rumänien eine Einladung an der Bukarester Jubiläumsausstellung teilzunehmen, bei der sie eine Goldmedaille gewannen. Später wurden sie offizielle Fotografen des osmanischen Sultans und im Jahr 1929 des jugoslawischen Königs Alexander I.

## Film
Den Memoiren von Milton Manaki zufolge bereiste sein älterer Bruder 1905 verschiedene europäische Hauptstädte. In London erwarb er eine Bioscope 300-Filmkamera der Charles Urban Trading Company, mit der die Brüder ihre 114-jährige Großmutter Despina beim Weben filmten. Diese Aufnahme gilt als einer der ersten Filme Südosteuropas und entstand nur 10 Jahre nach dem ersten Film der Brüder Lumière, die großen Einfluss auf die Manaki-Brüder ausübten.
Danach drehten Yanaki und Milton viele weitere Filme, hauptsächlich Dokumentarfilme, die das einfache Leben der nördlichen und östlichen Provinzen des heutigen Griechenlands zeigen, etwa bei Volkstänzen, religiösen Festen, Hochzeiten und Beerdigungen. Neben ihrer Tätigkeit als Filmemacher und Fotografen eröffneten sie 1921 in Bitola ein Freilichtkino, das später zu einem luxuriösen Filmtheater umgebaut wurde und 1939 abbrannte.

## Nachlass
Das Nationale Archiv der Republik Mazedonien bewahrt mehr als 17.000 Fotos und über 2000 Meter Filmmaterial der Brüder Manaki auf. Die Sammlung hat einen wichtigen dokumentarischen Wert für die historische und kulturelle Entwicklung Südosteuropas. Den beiden Brüdern zu Ehren wird jedes Jahr das Manaki Brothers Film Festival in Bitola veranstaltet.

## Galerie

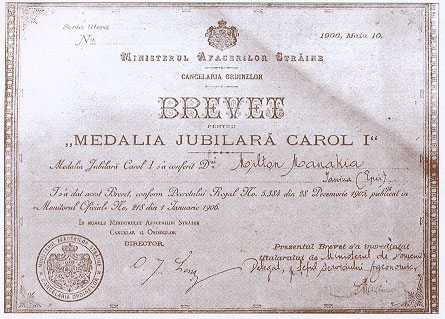
Goldenmedaillenzertifikat für die Brüder Manaki, ausgestellt von König Karl von Rumänien.
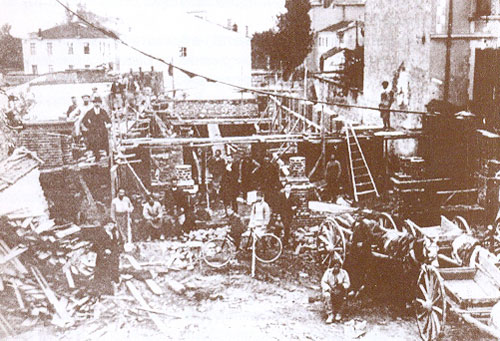
Das Photostudio der Manaki-Brüder nach der Bombardierung im Jahre 1916.
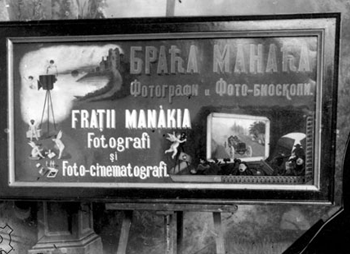
Poster eines Films der Manaki-Brüder.